# Riacho Negro
Riacho Negro é um município da Argentina, localizada na província de Formosa.